# Acalypha diversifolia
Espèce
Acalypha diversifolia est une espèce de plantes à fleurs de la famille des Euphorbiaceae.

## Description
C'est un arbre.

## Répartition
Sud de l'Amérique :
- Belize, Bolivie, Brésil, Colombie, Costa Rica, Équateur, El Salvador, Guyane française, Guatemala, Guyana, Honduras, Nicaragua, Panama, Pérou, Suriname, Trinité-et-Tobago, Venezuela

## Liste des variétés
Selon World Checklist of Selected Plant Families (WCSP) (28 décembre 2013) :
- Acalypha diversifolia Jacq. (1797)

Selon Tropicos (28 décembre 2013) (Attention liste brute contenant possiblement des synonymes) :
- variété Acalypha diversifolia var. carpinifolia (Poepp. ex Seem.) Müll. Arg.
- variété Acalypha diversifolia var. claoneura Pax & K. Hoffm.
- variété Acalypha diversifolia var. diversifolia
- variété Acalypha diversifolia var. genuina Müll. Arg.
- variété Acalypha diversifolia var. leptostachya (Kunth) Müll. Arg.
- variété Acalypha diversifolia var. leptostachya Glaz.
- variété Acalypha diversifolia var. popayanensis (Müll. Arg.) Müll. Arg.
- variété Acalypha diversifolia var. squarrosa Müll. Arg.